# Fritz Pollard
Pour les articles homonymes, voir Pollard.
(en) Statistiques sur pro-football-reference
Frederick Douglass « Fritz » Pollard, né le 27 janvier 1894 à Chicago et mort le 11 mai 1986 à Silver Spring, est un sportif américain. Il fut le premier entraîneur principal afro-américain de la National Football League (NFL), la plus importante ligue de football américain. Avec Bobby Marshall, ils ont été les premiers joueurs afro-américains de la NFL dans les années 1920.
Il avait étudié la chimie à l'université Brown. Il est le père de l'athlète américain Frederick Pollard.
Walter Camp dira de lui qu'il est « l'un des plus grands coureurs que ces yeux ont jamais vu ».